# Nowy Targ
Nowy Targ là một thị trấn thuộc hạt Nowy Targ, tỉnh Lesser Poland, phía nam Ba Lan. Trước đây, từ năm 1975 – 1998, thị trấn thuộc quyền quản lý của tỉnh Nowy Sącz, kể từ năm 1999 đến nay, nó được đặt tại tỉnh Lesser Poland. Đây từng là thủ phủ của vùng Podhale. Thị trấn nằm trong một thung lũng bên dưới dãy núi Gorce thuộc Công viên quốc gia Gorce (được thành lập năm 1981), tại ngã ba sông Biały và Czarny Dunajec. Tổng diện tích của thị trấn là 51,07 km². Tính đến năm 2006, dân số của thị trấn là 33.493 người, mật độ 660 người/km².

## Lịch sử
- 1308 - Người Xitô nhận được một khoản trợ cấp đất để hình thành các khu định cư mới ở vùng núi. Một khu định cư dọc biên giới có tên Stare Cło được thành lập ngay sau đó. [1]
- 1346 - Nowy Targ được thành lập bởi Vua Casimir Đại đế, ngay trên khu định cư Stare Cło và được trao quyền tự chủ dựa trên luật Magdeburg. [2]
- 1487 - Vua Casimir IV Jagiellon trao cho thị trấn quyền tổ chức hai lễ hội hàng năm và hội chợ hàng tuần vào thứ năm (hội chợ hàng tuần vẫn được tiếp tục cho đến ngày nay, bây giờ là vào sáng thứ Năm và thứ Bảy)
- 1533 - Nowy Targ ra đạo luật yêu cầu thương nhân đi qua biên giới của thị trấn trước khi vào thành phố.
- 1601 - Nhà thờ của thị trấn bị thiêu rụi bởi một trận hoả hoạn lớn.
- 1656 - Quân đội Thụy Điển cướp phá thị trấn trong thời kỳ Deluge.
- 1710 - Một trận hoả hoạn khác thiêu rụi 41 ngôi nhà cùng với một số nhà thờ.
- 1770 - Nowy Targ bị sáp nhập vào Áo (xem: Phân vùng của Ba Lan).
- 1886 - Khai trương Tòa thị chính.
- 1914 - Vladimir Ilyich được biết đến với biệt danh Lenin bị chính quyền Áo bắt giữ do nghi nghờ ông là điệp viên của Ba Lan; ông từng bị tống giam ở Nowy Targ khoảng 12 ngày. [3]
- 1918 - Khôi phục trở lại thuộc địa của Ba Lan sau Thế chiến thứ nhất.
- 1933 - Được tổng thống Ba Lan Ignacy Mościcki tới thăm.
- 1939 - Bị lực lượng Đức chiếm đóng
- 1941 - Phong trào kháng chiến "Liên minh Tatra" được thành lập tại Nowy Targ.
- 1942 - Khu ổ chuột của người Do Thái bị Đức quốc xã phá huỷ.
- 1945 - Bị Hồng quân Liên Xô chiếm đóng.
- 1966 - Năm sinh của nhà văn Wojciech Wiercioch (một nhà văn nổi tiếng của Ba Lan).
- 1979 - Giáo hoàng John Paul II đến thăm Nowy Targ trong chuyến hành hương đầu tiên đến Ba Lan.

## Văn hóa

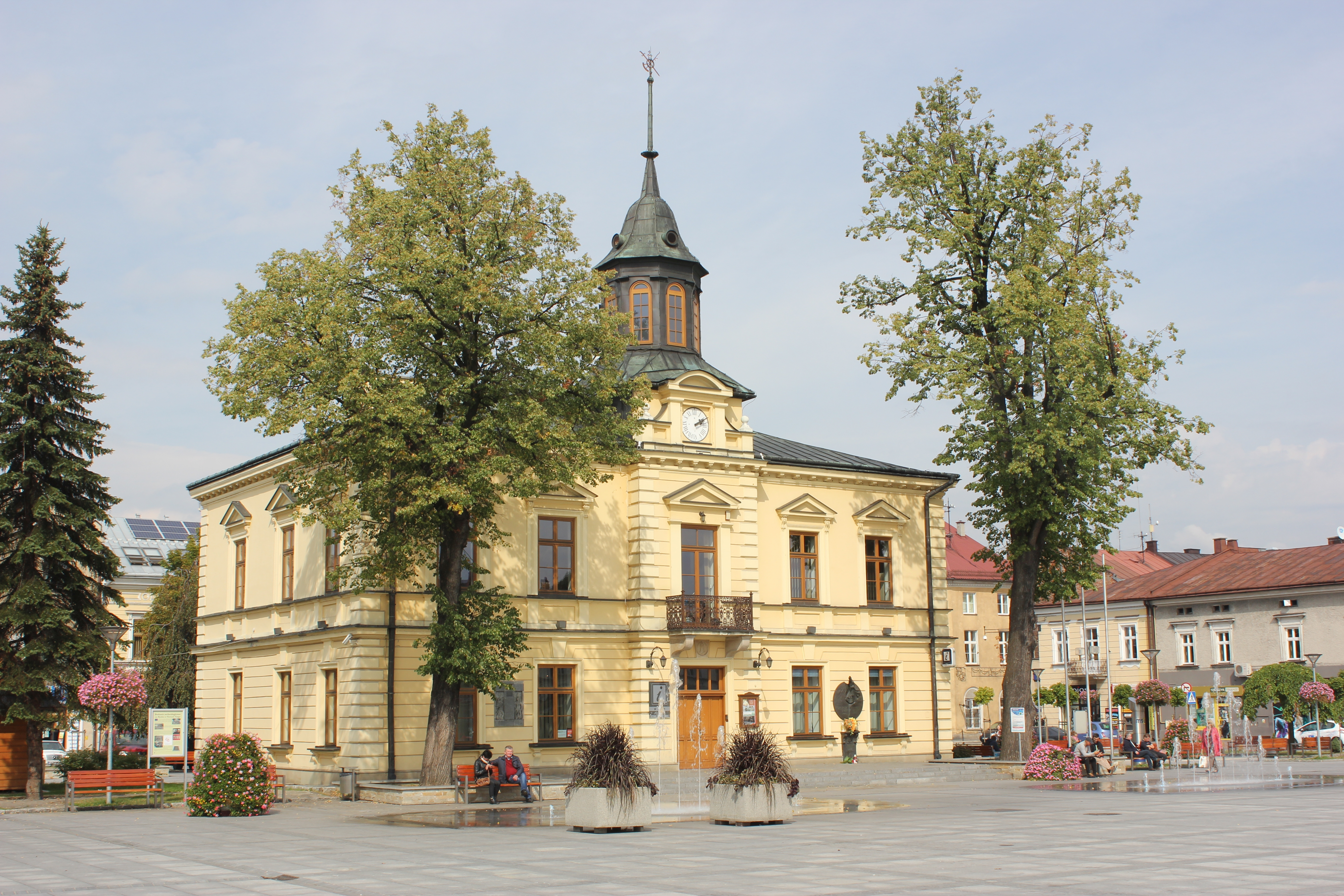
Tòa thị chính ở Nowy Targ

- Trung tâm văn hóa thành phố
- Trung tâm văn hóa thanh niên
- Phòng trưng bày Jatka

### Bảo tàng
- Bảo tàng Podhale

### Rạp chiếu phim
- Rạp chiếu phim "Tatry"

## Kiến trúc

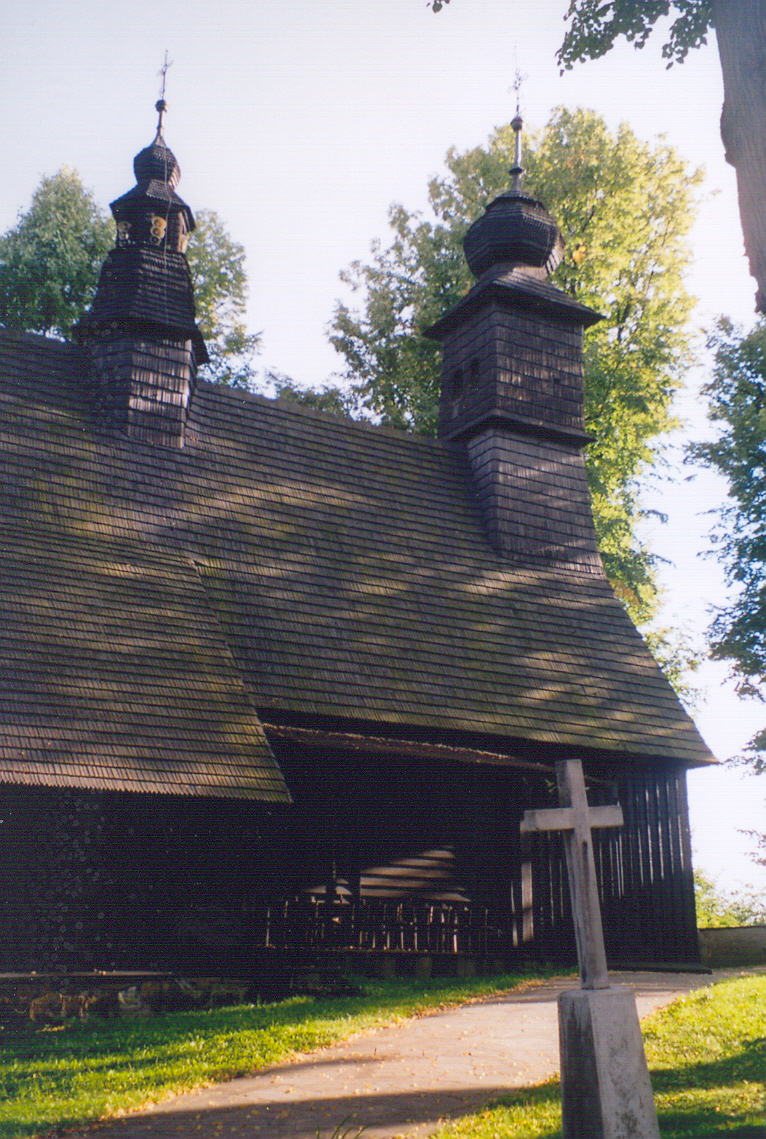
Nhà thờ thánh Anna

### Nhà thờ thánh Anna
Ban đầu được xây dựng theo phong cách gothic, sau đó nó đã được sửa chữa và xây dựng lại. Hiện nay, vẫn còn một số hiện vật đang được trưng bày ở nhà thờ như một mảnh bàn thờ và tranh vẽ kiểu baroque, tháp chuông và cây đàn organ từ thế kỷ 18.

### Nhà thờ Thánh Catherine
Nhà thờ được xây dựng vào năm 1346 bởi Vua Casimir Đại đế. Đây là nhà thờ lâu đời nhất của vùng Podhale. Nhà thờ đã bị hư hại bởi nhiều vụ hỏa hoạn và tấn công quân sự, sau đó được xây dựng và cải tạo lại. Nội thất vẫn giữ được nét đặc trưng của lối kiến trúc baroque, đặc biệt là trong các bàn thờ và nhà nguyện phụ, mặc dù nhiều mảnh là bản sao của bản gốc bằng gỗ bị mất do hoả hoạn. Một bức tranh của Thánh Catherine từ năm 1892 được đặt ngay ở bàn thờ chính.

## Giáo dục
- Đại học Khoa học Ứng dụng Podhalańska ở Nowy Targ

## Thể thao

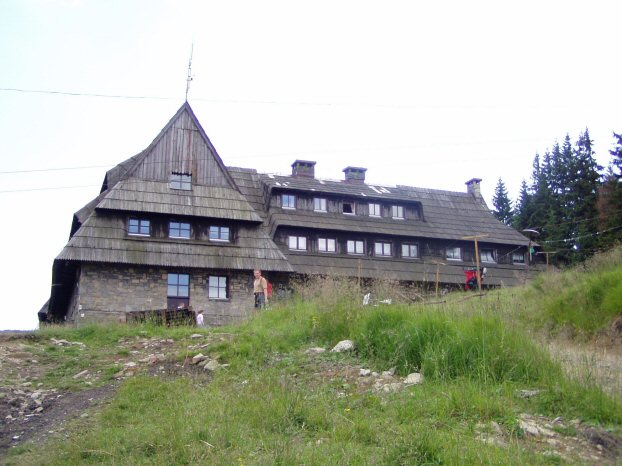
Một nhà nghỉ trên núi Turbacz

### Khúc côn cầu trên băng
- Podhale Nowy Targ

### Bóng sàn
- KS Szarotka Nowy Targ
- KS Górale Nowy Targ

## Bảo tồn thiên nhiên
- Khu bảo tồn Bor na Czerwonem